# Arzneimitteltester
Als Arzneimitteltester werden Personen bezeichnet, die für die Pharmaindustrie neue Arzneistoffe auf Nebenwirkungen oder Verträglichkeit testen. In der Pharmaindustrie werden Arzneimitteltester auch als Probanden bezeichnet.
Die Pharmaindustrie wirbt mit hohen Geldangeboten für neue Probanden, die dafür eventuelle Gesundheitsrisiken eingehen. 

## Investigative Journalisten als Arzneimitteltester
Literarische „Berühmtheit“ erlangte diese Form des Geldverdienens mit der Veröffentlichung des Buches „Ganz unten“ von Günter Wallraff. Er beschrieb hierin, wie er bereits nach dem ersten Testdurchlauf mit neuen Medikamenten gegen Epilepsie, schwerster Nebenwirkungen wegen, die Versuche abbrach, statt wie vereinbart noch drei weitere Versuche innerhalb von drei Monaten zu durchlaufen.